# 聖ゲオルギウスと竜 (カルパッチョ)
『聖ゲオルギウスと竜』（せいゲオルギウスとりゅう、伊: San Giorgio e il drago, 英: Saint George and the Dragon）は、初期ルネサンス期のイタリアのヴェネツィア派の画家ヴィットーレ・カルパッチョが1502年頃に制作した絵画である。油彩。主題はキリスト教の聖人の聖ゲオルギウスの竜殺しの伝説の一場面から取られ、横幅3メートルを超える細長いキャンバスに描かれている。ヴェネツィアのダルマチア系スラブ人のサン・ジョルジョ・デッリ・スキアヴォーニ同信会館の依頼で制作され、同じく聖ゲオルギウスを主題とする『聖ゲオルギウスの勝利』（Trionfo di San Giorgio）、『シレーヌの人々の洗礼』（Battesimo dei Seleniti）とともに9点の聖人伝の連作を構成している。

## 制作経緯

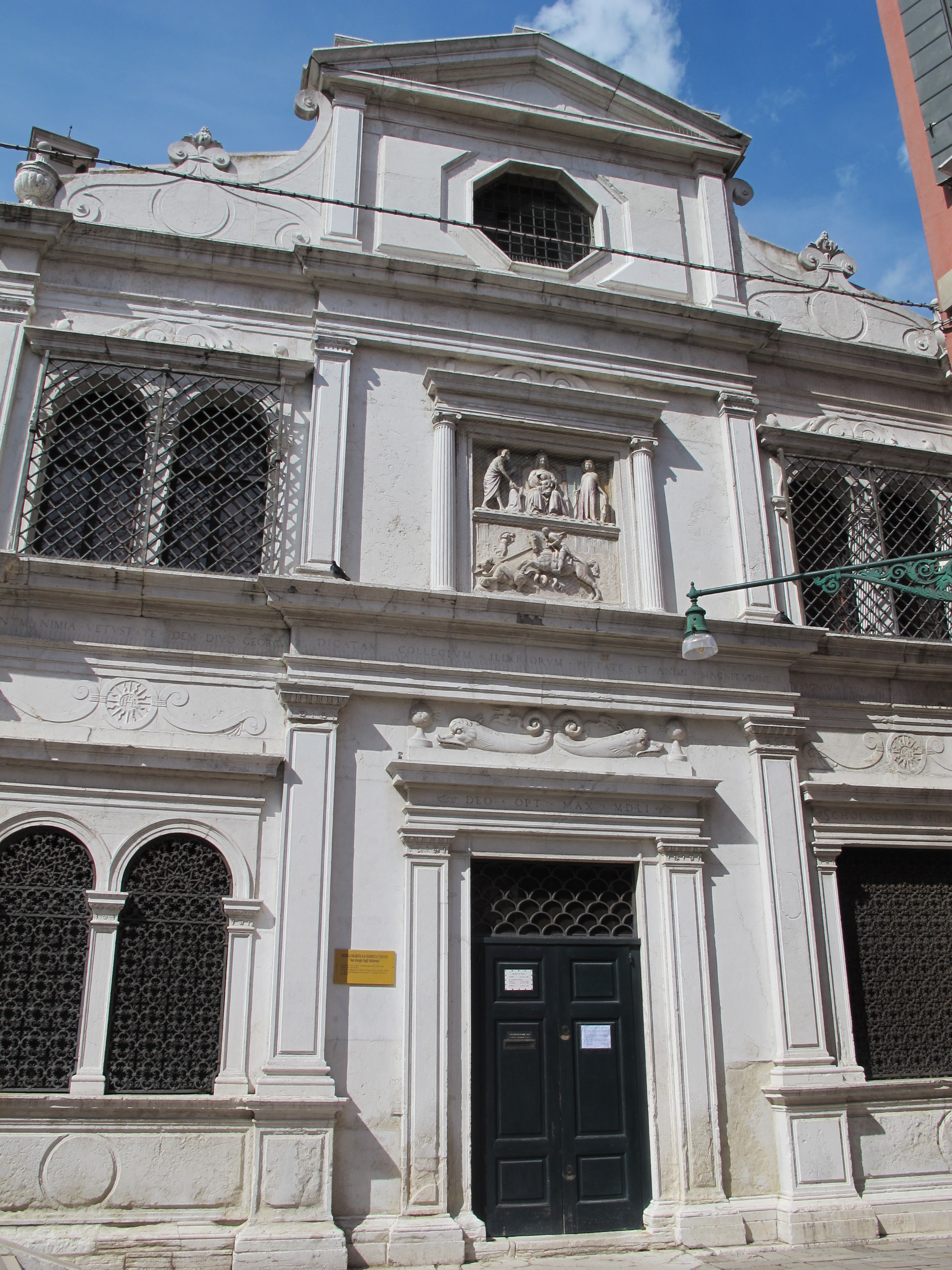
サン・ジョルジョ・デッリ・スキアヴォーニ同信会館のファサードと聖ゲオルギウスのレリーフ彫刻。

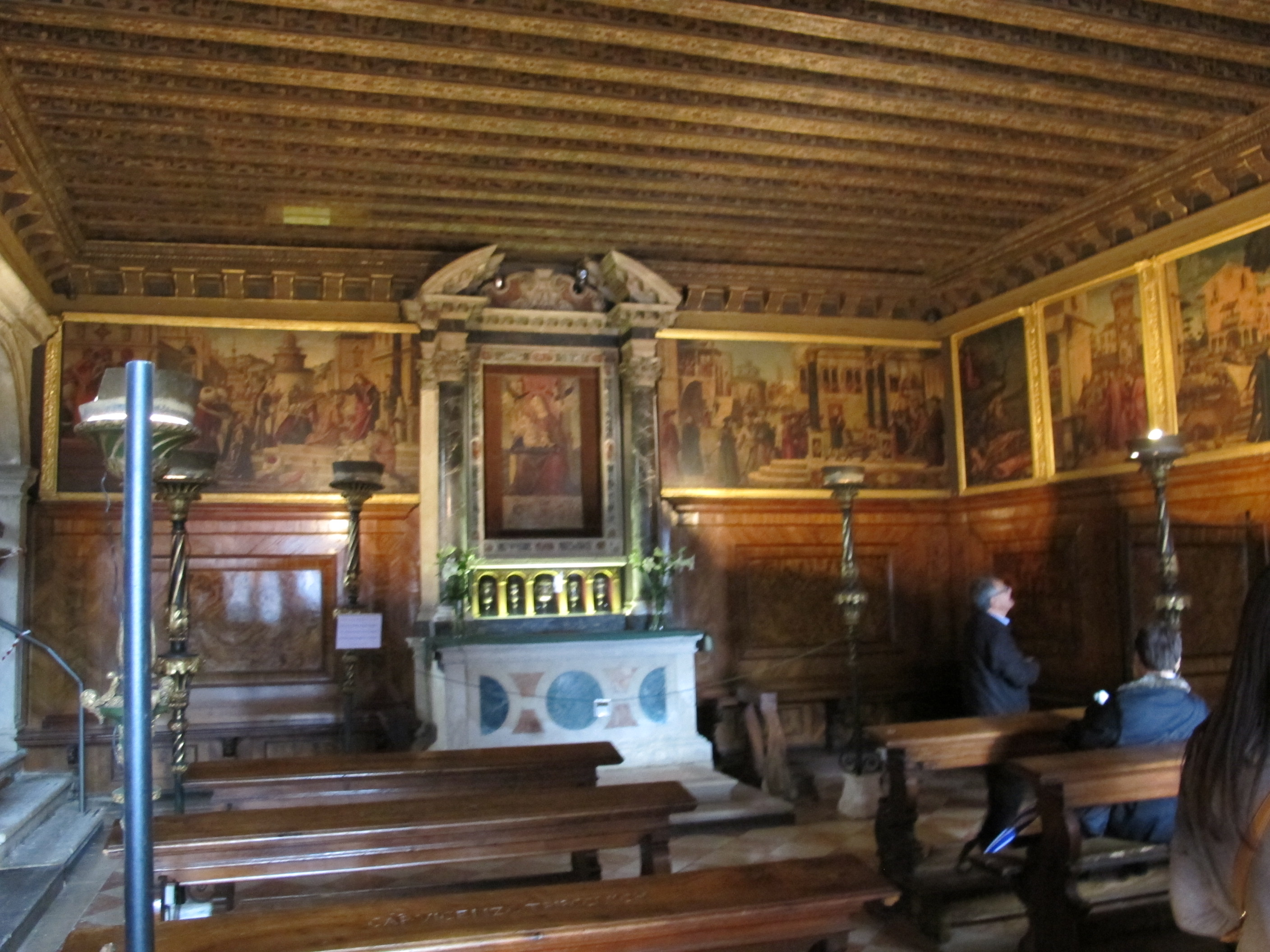
同信会館1階の内装。正面のカルパッチョの祭壇画『聖母子』、その両側にそれぞれ連作の『シレーヌの人々の洗礼』と『聖トリフォンによって悪霊を追い払われる皇帝ゴルディアヌスの娘』が飾られている。

サン・ジョルジョ・デッリ・スキアヴォーニ同信会はダルマチア地方から移住したスラブ人（スキアボーニ）で構成されていた。ダルマチアは中世以来、ヴェネツィアと密接に結び付き、15世紀初頭にヴェネツィア領に組み込まれてさらに強固な関係となった。彼らの結成した同信会が十人委員会に承認されたのは1451年のことである。カルパッチョは同信会の発注により、1502年から1508年にかけて『黄金伝説』に基づく聖人伝の連作を制作した。発注のきっかけは、1502年に同信会に聖ゲオルギウスの聖遺物が寄贈されたことと考えられている。寄贈者はパオロ・ヴァッラレッソ（Paolo Vallaresso）という人物で、彼はペロポネソス半島のヴェネツィア領コローネの監督官だったが、オスマン帝国との戦いで陥落し、撤退の際に譲り受けた聖遺物をヴェネツイアに持ち帰った。ヴァッラレッソ家の人間の多くはダルマチア地方で要職に就くなど関係が深く、聖遺物の寄贈の際には、パオロをはじめとするヴァッラレッソ家の出身者6名が会員となっている。これらの事情から彼らが連作の発注主ではないかと考えられており、特に本作品は聖遺物を持ち帰ったパオロの武功を称揚する意図があったと思われる。カルパッチョは同年に制作を開始し、9作品に及ぶ連作を描き上げた。それぞれ『聖ゲオルギウスと竜』、『聖ゲオルギウスの勝利』、『シレーヌの人々の洗礼』、『聖ヒエロニムスとライオン』（San Girolamo e il leone nel convento）、『聖ヒエロニムスの葬儀』（Funerali di san Girolamo）、『書斎の聖アウグスティヌス』（Sant'Agostino nello studio）、『ゲツセマネの祈り』（Orazione nell'orto del Getsemani）、『聖トリフォンによって悪霊を追い払われる皇帝ゴルディアヌスの娘』（San Trifone ammansisce il basilisco）、『聖マタイの召命』（Vocazione di san Matteo）であり、これらの連作はカルパッチョの祭壇画『聖母子』を取り囲むように左右の壁に飾られている。

## 作品
カルパッチョはドラゴンと戦う聖ゲオルギウスを描いている。聖ゲオルギウスは黒い鎧をまとい、栗毛の馬に騎乗し、槍を構えてドラゴンに突進し、槍を突き立てている。槍はドラゴンの口から後頭部を刺し貫き、その衝撃で槍は折れ、ドラゴンは口から大量の血を流している。両者は横に長いキャンバスに、側面から、向かい合う形で配置され、シレーヌの王女は画面右端の中景に描かれている。美しい王女は赤い衣服をまとい、静かに祈りを捧げている。カルパッチョは背景を細部まで緻密に描いている。乾燥した荒れた大地が広がり、草木はまばらで、蛇、トカゲ、ヒキガエル、ハゲタカなどがうろつき、聖ゲオルギウスの周囲は無残にもドラゴンの餌食となった生贄の遺体の破片や白骨が散乱している。後景にはシレーヌの都市と海が広がり、人々は塔のテラスなどから聖人の戦いを見守っている。また画面右の海上では航海している帆船が見られる。
建築物のうち、ドラゴンが配置された画面左の奥にはエアハルト・ロイヴィヒの版画からとられたコンスタンティノープルのハギア・ソフィア聖堂が描かれ、また王女の立つ画面右奥にはアドリア海に面したイタリア半島の都市アンコーナの教会が描かれているとの指摘がある。ドラゴンと聖ゲオルギウスに対応する形で配置されているこれらの建築物は、おそらくローマ教皇ピウス2世が計画した十字軍と関係している。1453年の東ローマ帝国の首都コンスタンティノープルの陥落後、オスマン帝国はさらに勢力を拡大してバルカン半島を北上した。十字軍はこれらオスマン帝国の侵攻に対抗するためであり、教皇は1464年に十字軍出発点のアンコーナに赴いた。しかし教皇は同地で死去。もともと賛同者がほとんどいなかった十字軍は教皇の死で頓挫した。その後、1479年、1499年にはオスマン帝国はイタリア北東部のフリウーリ地方に侵攻を企てた。こうしたオスマン帝国の動きに対してヴァッラレッソ家は15世紀後半にダルマチアの防衛強化を訴えており、また多くのダルマチア系スラブ人が故郷を追われ、ヴェネツィアや南イタリアに移住することとなった。サン・ジョルジョ・デッリ・スキアヴォーニ同信会もそうしたスラブ人によって構成されていた。カルパッチョはオスマン帝国の手に落ちたコンスタンティノープルと、十字軍出発の地アンコーナを絵画の中で対置させ、それぞれをシレーヌを脅かすドラゴンと、それを倒す聖ゲオルギウスに重ねている。この点から竜殺しと異教徒改宗の伝説を持つ聖ゲオルギウスの主題には、オスマン帝国討伐と聖地コンスタンティノープル奪還の願いが託されていると考えられ、同時にコンスタンティノープルとアンコーナの教会が描かれたことは十字軍に寄せる彼らの期待がいかに大きいものであったかを物語っている。

## 影響
19世紀のフランス印象主義の画家ギュスターヴ・モローはイタリア遊学の際にルネッサンス期の巨匠たちの芸術を学んだが、その中でも特に注目したのがカルパッチョで、ラファエロやベッリーニほかヴェネツィア派の画家を凌ぐ36点もの模写を行った。本作品にいたっては原寸大で模写している。帰国後、モローは遊学の成果として『オイディプスとスフィンクス』を制作し、1864年のサロンに出品した。この作品に描かれた怪物スフィンクスは本作品のドラゴンの図像に影響を受けていると指摘されている。また、カルパッチョに魅了されたイギリスの美術評論家ジョン・ラスキンはサン・ジョルジョ・デッリ・スキアヴォーニ同信会館のカルパッチョの連作をいくつか模写している。ラスキンはその中でも特に素描によって本作品の画面全体を摸写し、また水彩画で聖ゲオルギウスの上半身を模写している。

## 別のバージョン
カルパッチョが1516年に制作した別バージョンがサン・ジョルジョ・マッジョーレ聖堂に所蔵されている。聖ゲオルギウスとドラゴンの描写は本作品とほぼ同じものである。

## ギャラリー
聖ゲオルギウスの3作品は同信会館の左側の壁に以下のように並べて飾られている。

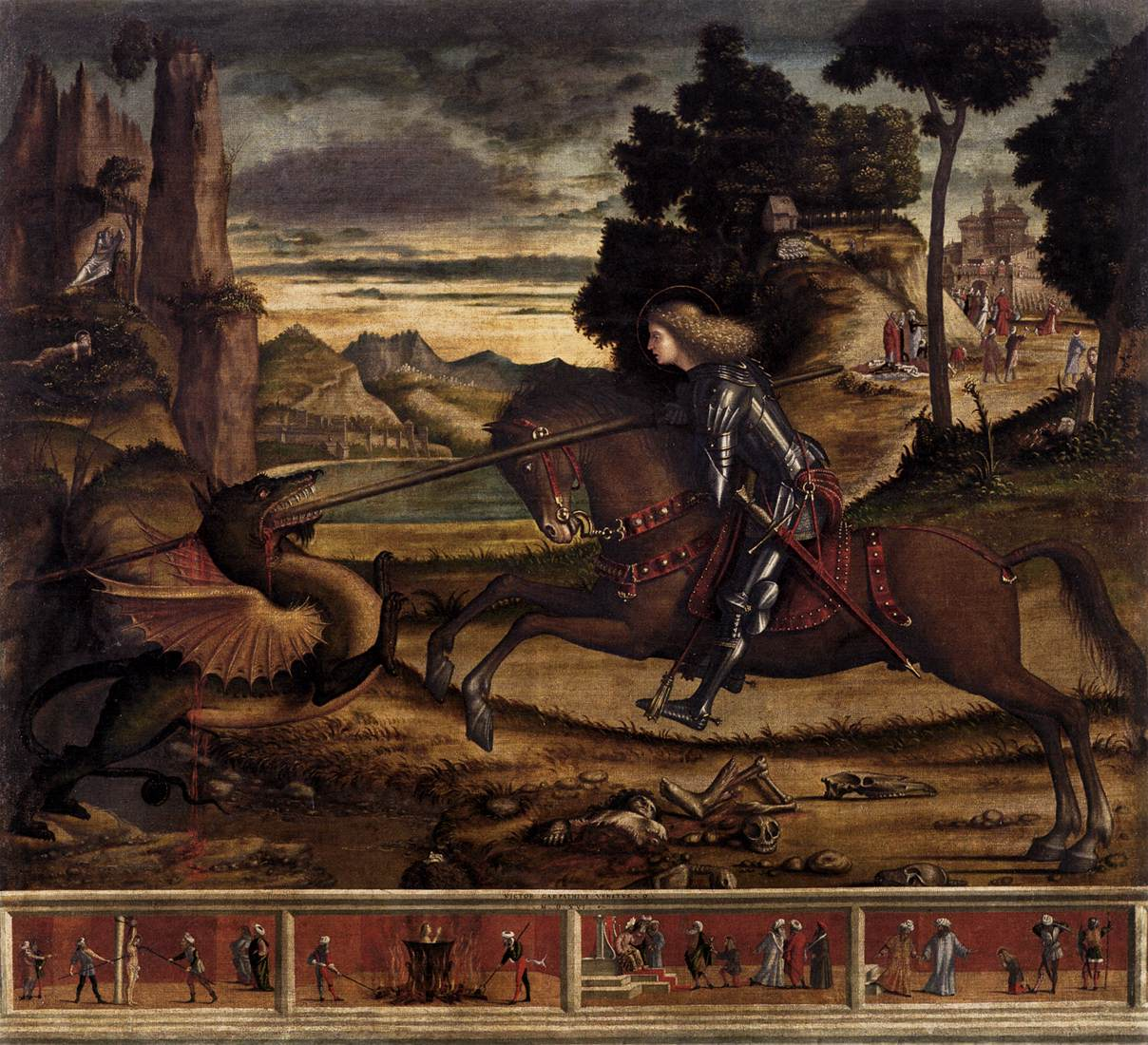
カルパッチョの1516年の別バージョン。サン・ジョルジョ・マッジョーレ聖堂所蔵
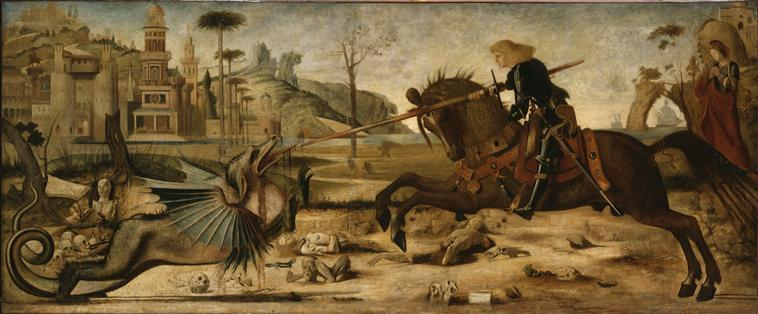
ギュスターヴ・モローの模写。ギュスターヴ・モロー美術館所蔵。
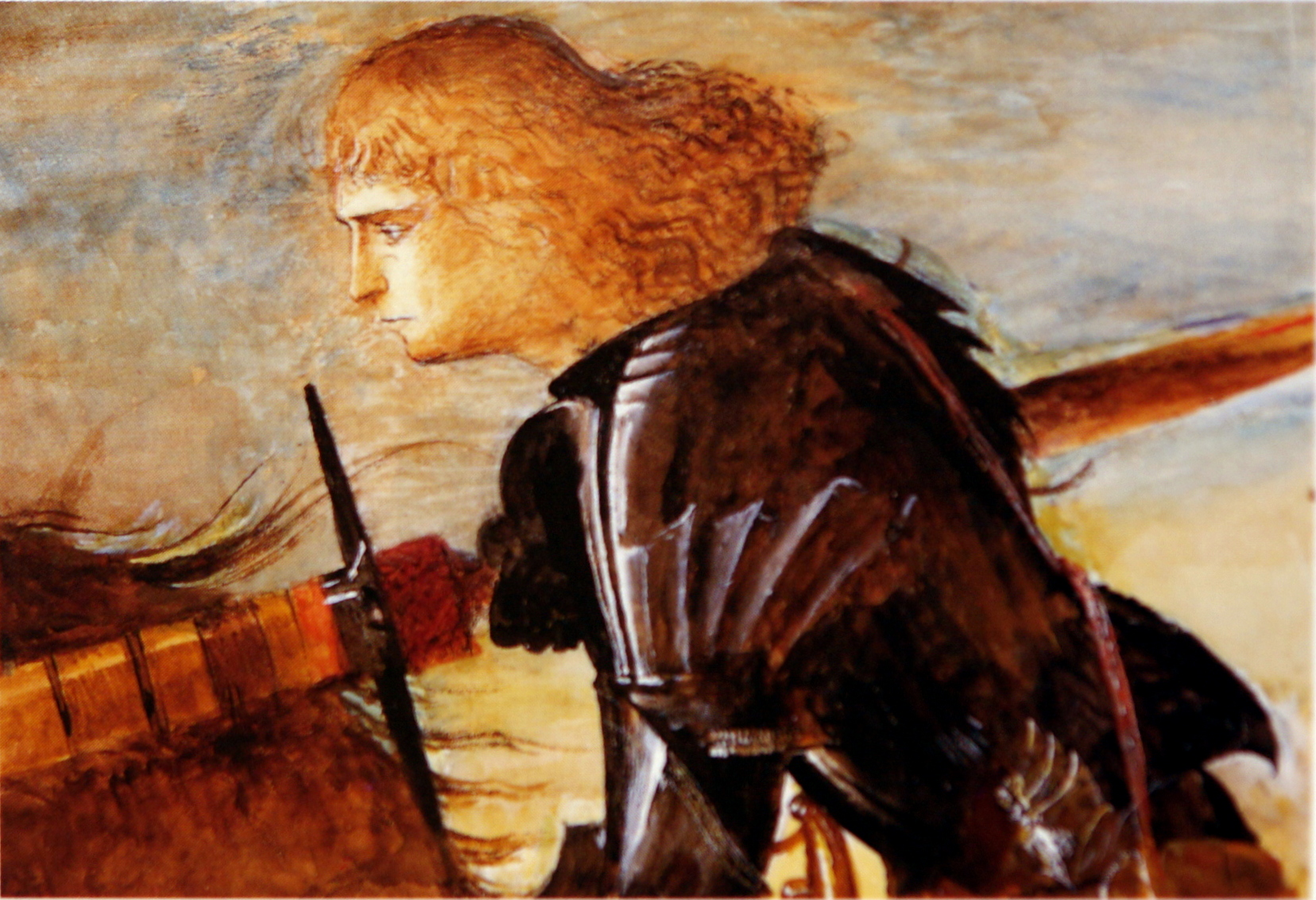
ジョン・ラスキンによる水彩画の模写。